# Stephanotheca ochracea
Stephanotheca ochracea is een mosdiertjessoort uit de familie van de Lanceoporidae. De wetenschappelijke naam van de soort is voor het eerst geldig gepubliceerd in 1862 door Hincks.